# Lytopylus
Lytopylus es un género de himenópteros apócritos parasitoides de la familia Braconidae. Contiene 39 especies descritas.

## Especies
- Lytopylus azygos
- Lytopylus bicarinatum
- Lytopylus bicristatus
- Lytopylus boliviensis
- Lytopylus bradzlotnicki
- Lytopylus brasiliense
- Lytopylus colleenhitchcockae
- Lytopylus erythrogaster
- Lytopylus facetus
- Lytopylus femoratus
- Lytopylus flavicalcar
- Lytopylus gregburtoni
- Lytopylus jessicadimauroae
- Lytopylus jessiehillae
- Lytopylus macadamiae
- Lytopylus melanocephalus
- Lytopylus melleus
- Lytopylus mingfangi
- Lytopylus niger
- Lytopylus nigrobalteatus
- Lytopylus pastranai
- Lytopylus rebeccashapleyae
- Lytopylus robpringlei
- Lytopylus sandraberriosae
- Lytopylus spinulatus
- Lytopylus tayrona
- Lytopylus vaughntani